# Chlorocytus analis
Chlorocytus analis är en stekelart som först beskrevs av William Harris Ashmead 1895.  Chlorocytus analis ingår i släktet Chlorocytus och familjen puppglanssteklar. Inga underarter finns listade i Catalogue of Life.